# Scribner’s Magazine

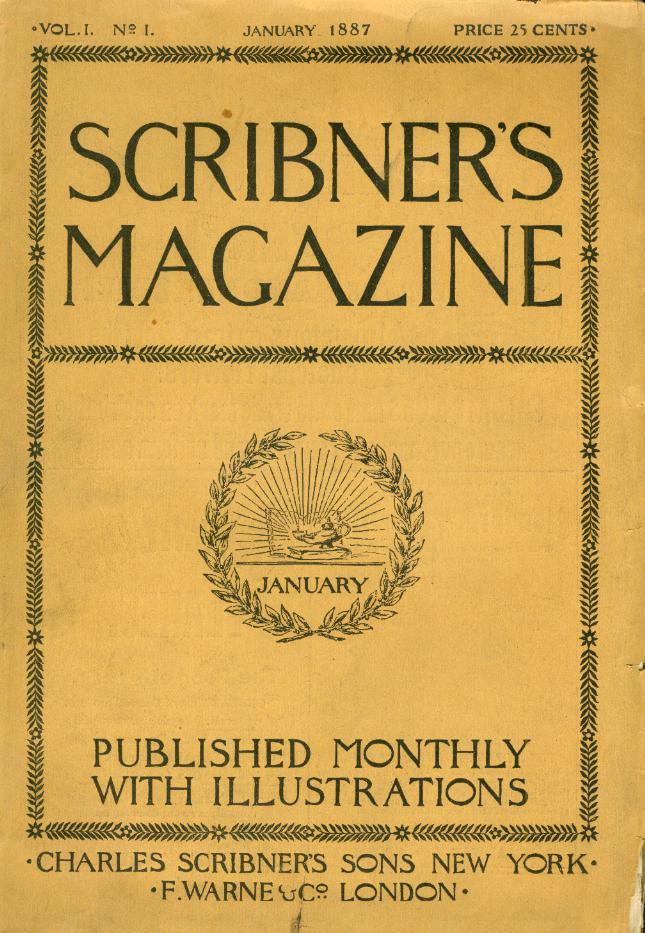
Januar 1887: Die Erstausgabe von Scribner’s Magazine

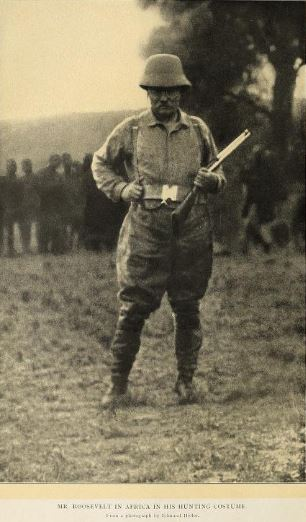
Anno 1909 in Afrika: Theodore Roosevelt als Jäger

Scribner’s Magazine war eine amerikanische illustrierte literarische und politische Monatszeitschrift, die vom Januar 1887 bis zum Mai 1939 im New Yorker Verlag Charles Scribner’s Sons erschien.

## Verlagsgeschichte
Herausgeber waren von 1887 bis 1914 Edward L. Burlingame, bis 1930 Robert Bridges, bis 1936 Alfred Sheppard Dashiell (1901–1970) und bis 1939 Harlan D. Logan.

## Mitarbeiter (Auswahl)
- Als Präsident Theodore Roosevelt im Oktober 1909 African game trails[1] publizierte, stieg die Auflage auf 215 000 Exemplare.
- Richard Harding Davis, Edith Wharton und John Galsworthy berichteten über den Ersten Weltkrieg.
- Das Juniheft 1929 wurde in Boston wegen eines Beitrags zu Ernest Hemingways In einem andern Land aus den Kiosken genommen.
- Jacob August Riis prangerte zu Anfang der 1890er Jahre die Zustände in den New Yorker Slums an:
  - How the Other Half Lives (Wie die andere Hälfte lebt),
  - Children of the Poor (Kinderarmut).
- Weitere bedeutende Autoren waren Arthur Conan Doyle[2], E. W. Hornung, Rudyard Kipling, Robert Louis Stevenson, Amy Lowell, Sara Teasdale, F. Scott Fitzgerald, Edwin Arlington Robinson, Elisabeth Woodbridge Morris (1870–1964) und Clarence Cook.
- Illustratoren waren Howard Pyle, Howard Chandler Christy (1872–1952), Charles Marion Russell, Walter Hunt Everett (1880–1946), Maxfield Parrish, Frederic Remington und John W. Thomason (1893–1944).